# The Twelfth Juror (film 1909)
The Twelfth Juror è un cortometraggio muto del 1909. Il nome del regista non viene riportato. Fu uno dei primi film interpretati da Ethel Clayton, che aveva esordito come attrice cinematografica quello stesso anno in un cortometraggio della Essanay.

## Produzione
Il film fu prodotto dall'Essanay Film Manufacturing Company.

## Distribuzione
Distribuito dall'Essanay Film Manufacturing Company, uscì nelle sale cinematografiche USA il 13 ottobre 1909.